# Barry Moore
Felix Barry Moore (Enterprise, Alabama; 26 de septiembre de 1966) es un político estadounidense que se desempeña como representante de los Estados Unidos por el 2.° distrito congresional de Alabama desde 2021. Entre 2010 y 2018, sirvió en la Cámara de Representantes de Alabama por el 91.er distrito. 

## Biografía

### Primeros años y educación
Nació el 26 de septiembre de 1966 en una granja familiar, ubicada en el condado de Coffee, en donde además de crio.
En 1992, se graduó de la Universidad de Auburn, en donde consiguió su título en ciencias agrícolas. Además, asistió a la Universidad de Troy y al colegio State Junior, ambos ubicados en Alabama. Durante su estancia en Auburn, se unió a la Guardia Nacional, en la que se desempeñó como sargento primero, y a la reserva de Alabama. También, participó en el equipo de Guardabosques de ROTC en dicha ciudad.

### Carrera

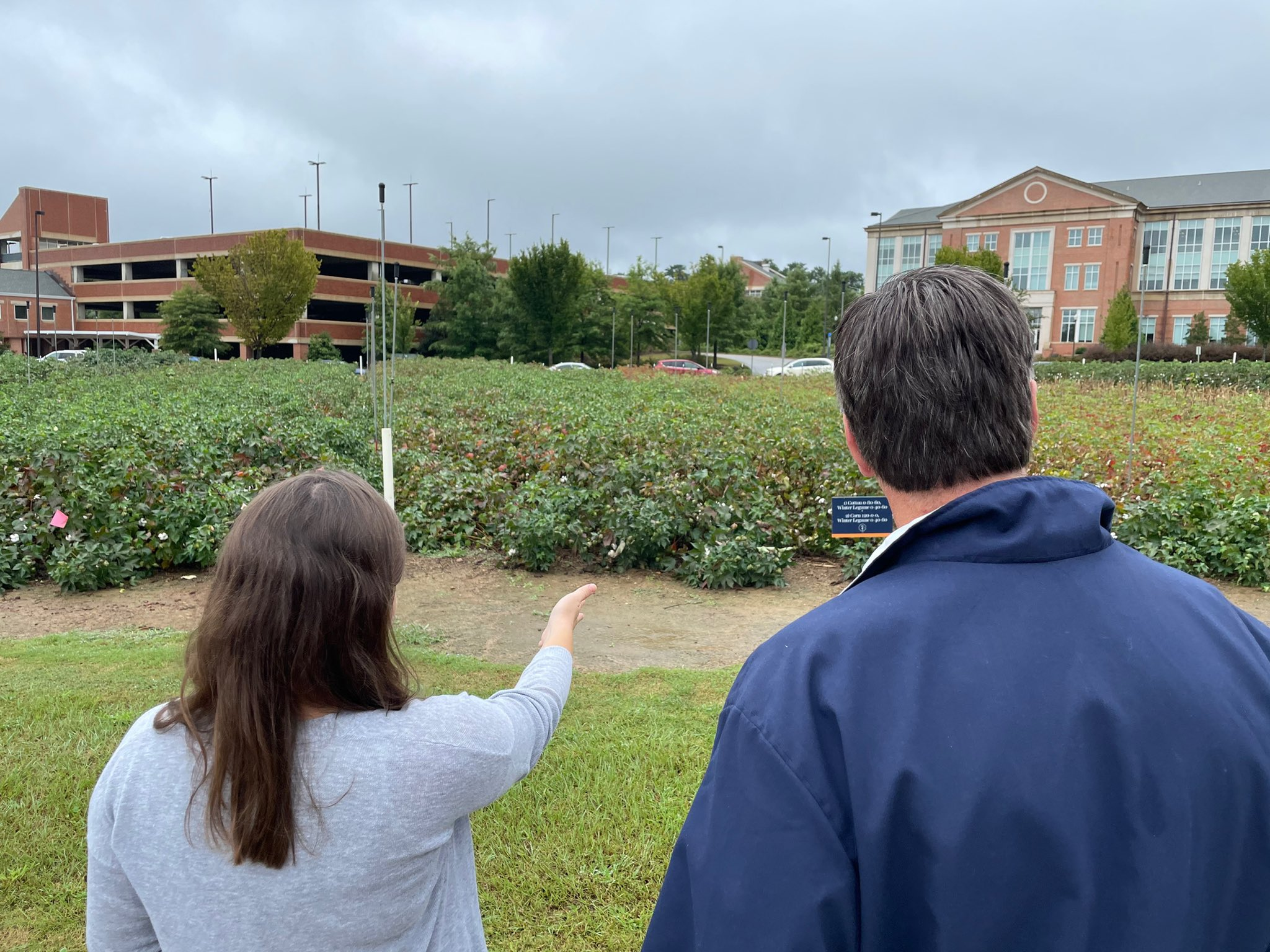
Moore visitando Auburn Agriculture, en Alabama.

En 1998, fundó Barry Moore Industries, una empresa relacionada con el transporte de desechos industriales y de demoliciones, de la cual fue su director ejecutivo y propietario. Dicha compañía se conoce actualmente como Hopper-Moore Inc.

#### Cámara de Representantes de Alabama
Entre 2010 y 2018, representó al 91.er distrito de Alabama en la Cámara de Representantes del estado. En el cargo, formó parte del comité de Asuntos militares y de Veteranos, sirviendo también como vicepresidente del Comité de Pequeños emprendimientos y Comercio.
En 2012, como representante estatal, junto a otros republicanos, buscó aprobar un proyecto de ley que beneficiaría a las empresas privadas que brindaran gestión de desechos, el cual podo haber favorecido los intereses de su propia compañía.
Fue uno de los muchos legisladores que pidieron que se investigara a Luther Strange, entonces fiscal general de Alabama, por cargos de "mala conducta" y "negligencia deliberada en el cargo".
En abril de 2014, fue detenido por cargos de perjurio al proporcionar declaraciones falsas ante un gran jurado, el cual investigaba hechos de corrupción relacionados con el presidente de la Cámara de Representantes de Alabama, Mike Hubbard. Fue absuelto de todos los cargos a fines de ese año.
En 2016, participó en la Convención Nacional Republicana, junto a su hija Kathleen.

#### Cámara de Representantes de EE. UU.
Desde 2021, representa al 2.° distrito congresional de Alabama, el cual está formado por 14 condados que incluyen el área metropolitana de Montgomery. En un principio, se había postulado para el escaño en 2018, pero fracasó para obtener la nominación republicana, quedando por detrás de la titular Martha Roby y el exrepresentante Bobby Bright. En 2020, intentó conseguir nuevamente la nominación luego de que Roby no se presentara a la reelección. En las primarias quedó segundo, pero en la segunda vuelta derrotó al republicano Jeff Coleman. En las elecciones generales triunfó ante el demócrata Phyllis Harvey-Hall.
Ante una resolución de la Cámara, en junio de 2021, para otorgar la Medalla de Oro del Congreso a aquellos policías que defendieron el Capitolio durante el asalto del 6 de enero, fue uno de los 21 republicanos que votaron en contra de aprobarla.
En mayo de 2022, consiguió otra vez la nominación, sin oposición alguna; ya que Coleman (quien se presentó nuevamente) no logró, esta vez, reunir los requisitos para aparecer en las boletas. En las elecciones generales de noviembre se enfrentará, de nuevo, a Harvey-Hall.
En junio de 2022, calificó a la anulación de Roe vs. Wade como "una gran victoria para el movimiento pro-vida y la Constitución".

##### Asignaciones de comité[1]
- Comité de Agricultura
  - Subcomité de Conservación y Silvicultura
  - Subcomité de Ganadería y Agricultura Exterior
- Comité de Asuntos de Veteranos
  - Subcomité de Asistencia por Discapacidad y Asuntos Conmemorativos
  - Subcomité de Oportunidades Económicas

### Vida personal
Está casado con Heather Hopper Moore, y juntos tienen cuatro hijos. Ambos asisten a la Iglesia Bautista de Hillcrest, en Enterprise.